# Кондратьев, Василий Петрович
Василий Петрович Кондра́тьев (1810—1873) — генерал-лейтенант, начальник артиллерии Киевского округа.
Родился в 1810 году. Службу начал фейерверкером 4-го класса в 1827 году.
В 1828—1829 годах участвовал в русско-турецкой войне и получил знак отличия военного ордена св. Георгия. 3 октября 1831 года за отличие в войне против польских мятежников произведён в прапорщики и награждён знаком «Virtuti militari» 5-й степени.
В 1849 году участвовал в Венгерской кампании и за отличие получил орден св. Анны 3-й степени с бантом.
Во время Крымской кампании командовал 3-й батареей в 17-й артиллерийской бригаде и батарея его была поставлена образцово. За отличие против англо-французов был произведён в подполковники и награждён орденом св. Владимира 4-й степени с бантом и 29 ноября 1855 года золотой полусаблей с надписью «За храбрость» 25 ноября того же года за беспорочную выслугу 25 лет в офицерских чинах был пожалован орденом св. Георгия 4-й степени (№ 9751 по кавалерскому списку Григоровича — Степанова).
В 1857 году назначен начальником артиллерии Восточной Сибири и произведён в полковники, 17 апреля 1860 года был произведён в генерал-майоры (со старшинством от 17 апреля 1863 года). В 1862 году был награждён орденом св. Владимира 3-й степени с мечами. В 1865 г. назначен начальником артиллерии Оренбургского военного округа и в том же году получил орден св. Станислава 1-й степени а в 1868 году — орден св. Анны 1-й степени (императорская корона к сему ордену пожалована в 1870 году).
В 1870 году переведён помощником начальника артиллерии в Варшаву, а в 1872 году, получив 16 апреля чин генерал-лейтенанта, назначен начальником артиллерии Киевского военного округа.
Сослуживцы и подчиненные Кондратьева относились к нему с величайшим уважением за ту необыкновенную доброту, какую он всегда проявлял в отношениях к людям, отличаясь, в то же время, величайшей скромностью, строгостью к себе и к исполнению своих обязанностей. Один из знавших его выразился, что если бы было слово, которым в области доброты, самоотверженности и скромности можно было бы выразить такую же степень совершенства, какая в области умственных дарований выражается словом гений, то это слово было бы непременно прилагаемо к Кондратьеву.
Кондратьев скончался 15 февраля 1873 года в Киеве.